# Метеор (спортивний комплекс)

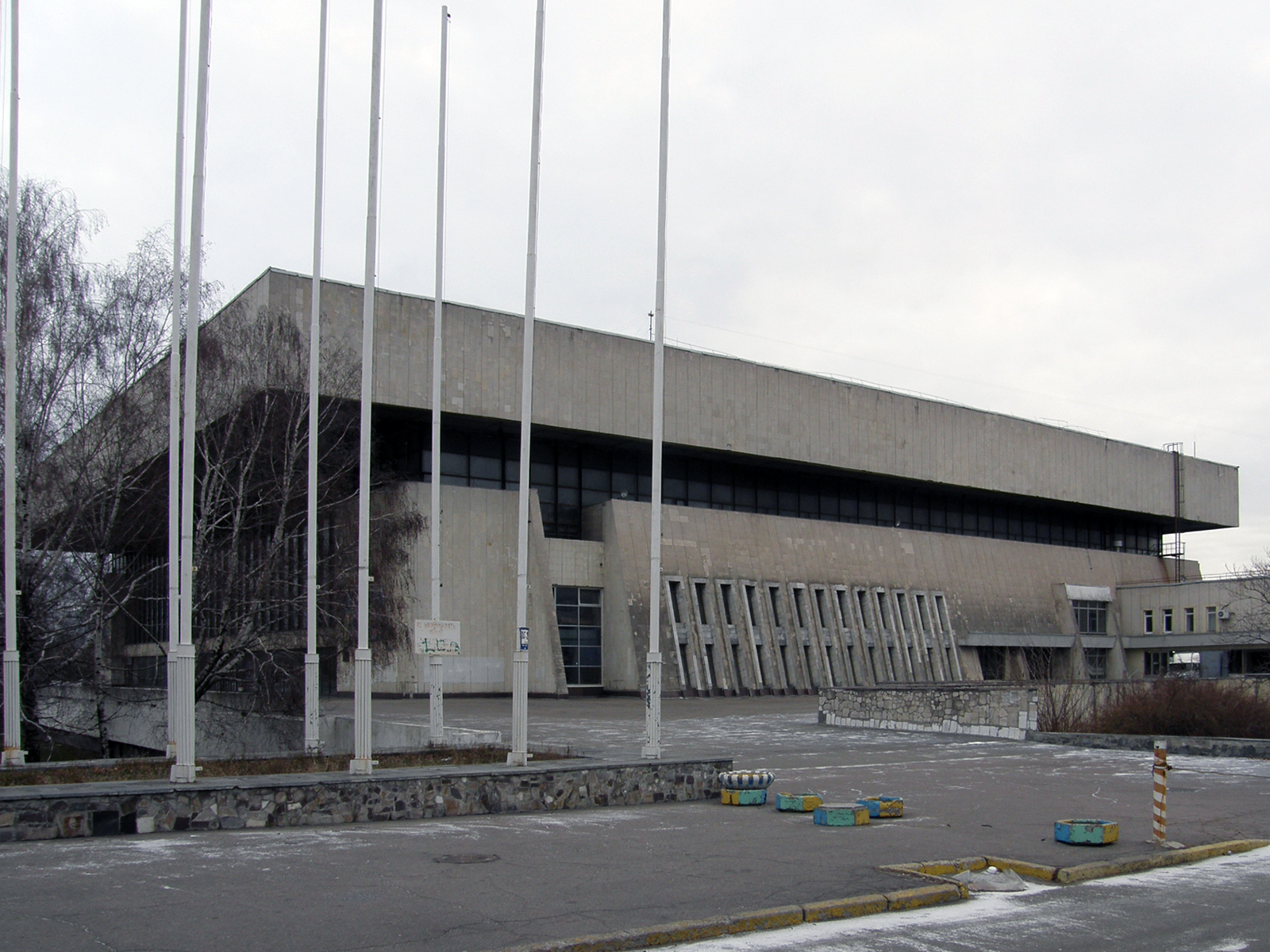
Льодовий палац спорту «Метеор»

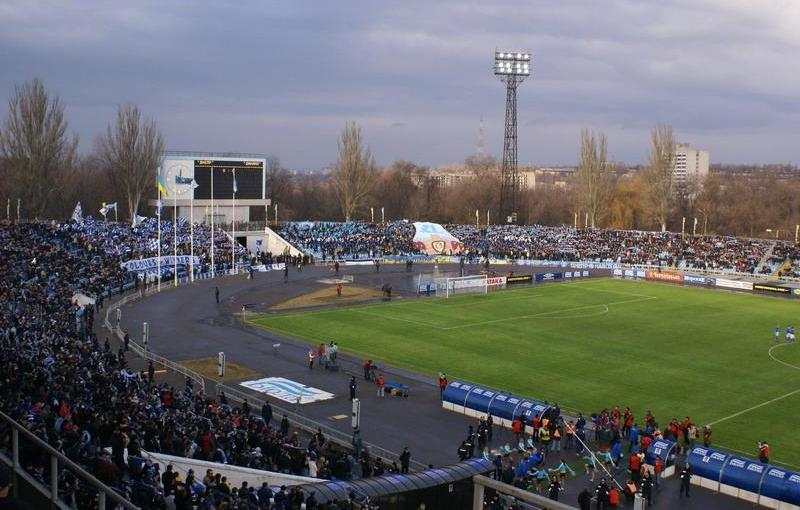
Стадіон «Метеор»

Спорти́вний ко́мплекс «Метео́р» є найбільшим центром спортивного та культурного життя Дніпра. Має статус Національної бази олімпійської та паралімпійської підготовки.
До складу СК «Метеор» входять:
- Палац водних видів спорту «Метеор»;
- Льодовий палац спорту «Метеор»;
- Стадіон «Метеор»;
- Водноспортивна база «Машинобудівник».

В наші дні на базах СК «Метеор» працюють 4 спеціалізовані дитячо-юнацькі школи олімпійського резерву:
- плавання;
- бадмінтон;
- легка атлетика;
- фігурне катання.

## Директори
- 1986—2009 — Вавілов Костянтин Васильович, заслужений працівник фізичної культури і спорту України, майстер спорту міжнародного класу з бадмінтону, 2-разовий володар Кубка Європи, 32-разовий чемпіон СРСР, 42-разовий чемпіон України, член Національного олімпійського комітету, віце-президент Федерації бадмінтону України.